# 다카세 메구미
다카세 메구미(일본어: 髙瀬 愛実, 1990년 11월 10일~)는 일본의 여자 축구 선수로 현재 INAC 고베 레오네사에서 공격수로 활약하고 있다.

## 국가대표팀 경력
그녀는 2010년 1월 15일 칠레과의 경기에서 일본 국가대표팀에 데뷔했다. 2010년 아시안 게임 금메달 획득, 2014년 AFC 여자 아시안컵 우승, 2011년 FIFA 여자 월드컵 우승, 2012년 하계 올림픽 은메달 획득에 기여했다. 그녀는 2016년까지 국제 A매치 통산 61경기에 출전, 9득점을 넣었다.

## 통계
| 일본 | 일본 | 일본 |
| 연도 | 출전 | 득점 |
| ---- | ---- | ---- |
| 2010 | 12   | 4    |
| 2011 | 7    | 0    |
| 2012 | 10   | 1    |
| 2013 | 6    | 0    |
| 2014 | 17   | 4    |
| 2015 | 6    | 0    |
| 2016 | 3    | 0    |
| 통산 | 61   | 9    |